# 赤坂泉
赤坂 泉（あかさか いずみ、1959年 - ）は、日本の神学校教師。聖書宣教会校長。

## 経歴
1959年生まれ。三重県伊勢市の牧師家庭に生まれる。地元の大学に進み、そこで与えられた米国留学を機に伝道者への献身を決意し、またカウンセリングへの関心を深める。三重大学、聖書神学舎、北米バプテスト神学校（カウンセリング）、ジョージア州立大学大学院（牧会カウンセリング）にて学ぶ。日本バプテスト宣教団・伊勢バプテスト教会の牧師に就任し、その傍ら、東海聖書神学塾で牧会カウンセリング学を担当する。2004年より聖書宣教会専任教員、牧会カウンセリング学など実践神学を担当し、2017年より同神学校・校長。

## 著書

### 単著
- 「健全な教会の形成を求めて　テモテの手紙第一に聴く」（いのちのことば社、2020年5月30日）

### 共著
- 「聖書から考える牧会」聖書神学舎教師会編（いのちのことば社、2012年12月9日）
- 「聖書信仰とその諸問題」聖書神学舎教師会編（いのちのことば社、2017年1月20日）
- 「祈りの諸相　聖書に学ぶ」聖書神学舎教師会編（いのちのことば社、2019年5月30日）

## 論文
- 「牧会カウンセリングの確立のためにー牧会神学の構築ー」(福音主義神学033-1、2002年)